# 37706 Trinchieri
37706 Trinchieri este o planetă minoră (asteroid), cu un diametru de 2,439 km, din centura de asteroizi. A fost descoperită pe 8 septembrie 1996 la osservatorio astronomico di Sormano⁠(d) de Valter Giuliani⁠(d). 
Obiectul prezintă o orbită caracterizată de o semiaxă mare de 2,3185816 UAi, o excentricitate de 0,17, o înclinație de 5,35748 ° în raport cu ecliptica.